# Air Putih (Lubuk Batu Jaya)
Air Putih is een bestuurslaag in het regentschap Indragiri Hulu van de provincie Riau, Indonesië. Air Putih telt 4338 inwoners (volkstelling 2010).